# 1. HOL za žene 1993./94.
Prva hrvatska odbojkaška liga za sezonu 1993./94. je predstavljala treće izdanje najvišeg ranga odbojkaškog prvenstva Hrvatske za žene. 
Sudjelovalo je dvanaest klubova, a prvak je treći put zaredom bila Mladost iz Zagreba.

## Konačni poredak
1. Mladost, Zagreb
2. Rijeka, Rijeka
3. Pula - Istarska banka, Pula
4. Kaštela - Kaštelanska rivijera, Kaštel Stari
5. Akademičar, Zagreb
6. Viadukt, Zagreb
7. Split, Split
8. Student, Osijek
9. Poreč, Poreč
10. Željezničar, Osijek
11. Rječina - Adria banka, Rijeka
12. Metaval, Sisak

## Unutarnje poveznice
- Druga liga 1993./94.